# بوخت (آلمان)
بوخت (به آلمانی: Buchet) یک شهر در آلمان است که در بیتبورگ-پروم واقع شده‌است.